# Marcel Schuhen
Marcel Schuhen (ur. 13 stycznia 1993 w Kirchen) – niemiecki piłkarz grający na pozycji bramkarza w Darmstadt.